# Вейзен, Александр Михайлович
Александр Михайлович Вейзен (28 августа 1863, Одесский уезд, Херсонская губерния — 13 октября 1931, Москва) — русский гражданский инженер, архитектор, автор и соавтор проектов многих зданий и памятников Севастополя.

## Биография
Принадлежит к остзейскому дворянскому роду. Сын Михаила Максимовича Вейзена и княжны Екатерины Дмитриевны Вейзен, урождённой Тумановой.
Учился в Академии художеств с 1883 по 1887 годы. Получил медали за проекты: в 1887 — 2 серебряные, в 1888 — 1 серебряная, в 1889 — золотая за «Проект городской думы в Санкт-Петербурге». 1 ноября 1890 получил звание классного художника 1 степени.
В начале 1890-х стал городским архитектором Севастополя, длительное время занимал должность городского архитектора Севастополя, проектировал и строил различные культовые, общественные и частные здания, участвовал в создании памятников к 50-летию обороны Севастополя 1854—1855 гг.
В 1920-х годах жил в Москве по адресу: Садовая-Сухаревская улица, дом 4, кв. 65. Работал уполномоченным архитектором Управления строительного контроля Сокольнического района. Умер в Москве 13 октября 1931 года.
Дочь — архитектор Наталья Александровна Вейзен (1898—1986)

### Известные постройки
По проектам А. М. Вейзена были сооружены:
- Лютеранская кирха, пострадала во время обороны Севастополя, в 1949 перестроена в жилой дом (1894)[6]
- Севастопольская биологическая станция на проспекте Нахимова, 2 (1898)  Объект культурного наследия народов РФ регионального значения. Рег. № 921711029490005 (ЕГРОКН),
- Дом Анненкова, ныне Государственный универсальный магазин (Севастополь) (1902). Сильно перестроен в 1951—1955 годах  Объект культурного наследия народов РФ регионального значения. Рег. № 921711260680005 (ЕГРОКН)
- Церковь Христа Спасителя в Севастополе (больничная), до настоящего времени не сохранилась (1904)[7]
- Ворота-пропилеи главного входа на территорию Малахова кургана, ОКН федерального значения, охраняется в составе ансамбля (1905)  Объект культурного наследия народов РФ федерального значения. Рег. № 922110368130016 (ЕГРОКН)
- Ротонда на территории первого бастиона (1905), совместно с Ф. Н. Еранцевым и Г. П. Долиным. Сильно перестроена после реставрации 1958 года[8]
- Реставрация средневековой пещерной Церкви Иконы Божией Матери Всех Скорбящих Радость в Инкермане (1905)[9]
- Памятное место начала плавучего моста через Севастопольскую бухту (1905)  Объект культурного наследия народов РФ регионального значения. Рег. № 921711259840005 (ЕГРОКН)
- Кенасса в Севастополе, сильно перестроена при перепрофилировании в спортзал (1908)  Объект культурного наследия народов РФ регионального значения. Рег. № 921710829730005 (ЕГРОКН)
- Церковь Пантелеимона Целителя на бальнеологическом курорте Тинаки, Астраханская область, до настоящего времени не сохранилась (1910)[10]
- Севастопольская мечеть (1912 г.).  Объект культурного наследия народов РФ регионального значения. Рег. № 921711263780005 (ЕГРОКН)
- Институт физических методов лечения, ныне Дворец детского и юношеского творчества, пр. Нахимова, 4 (1914)  Объект культурного наследия народов РФ регионального значения. Рег. № 921710802580005 (ЕГРОКН) Строительство затянулось, поэтому первичный проект Вейзена был доработан фактическими архитектурными чертежами, которые заканчивал архитектор В. Чистов.

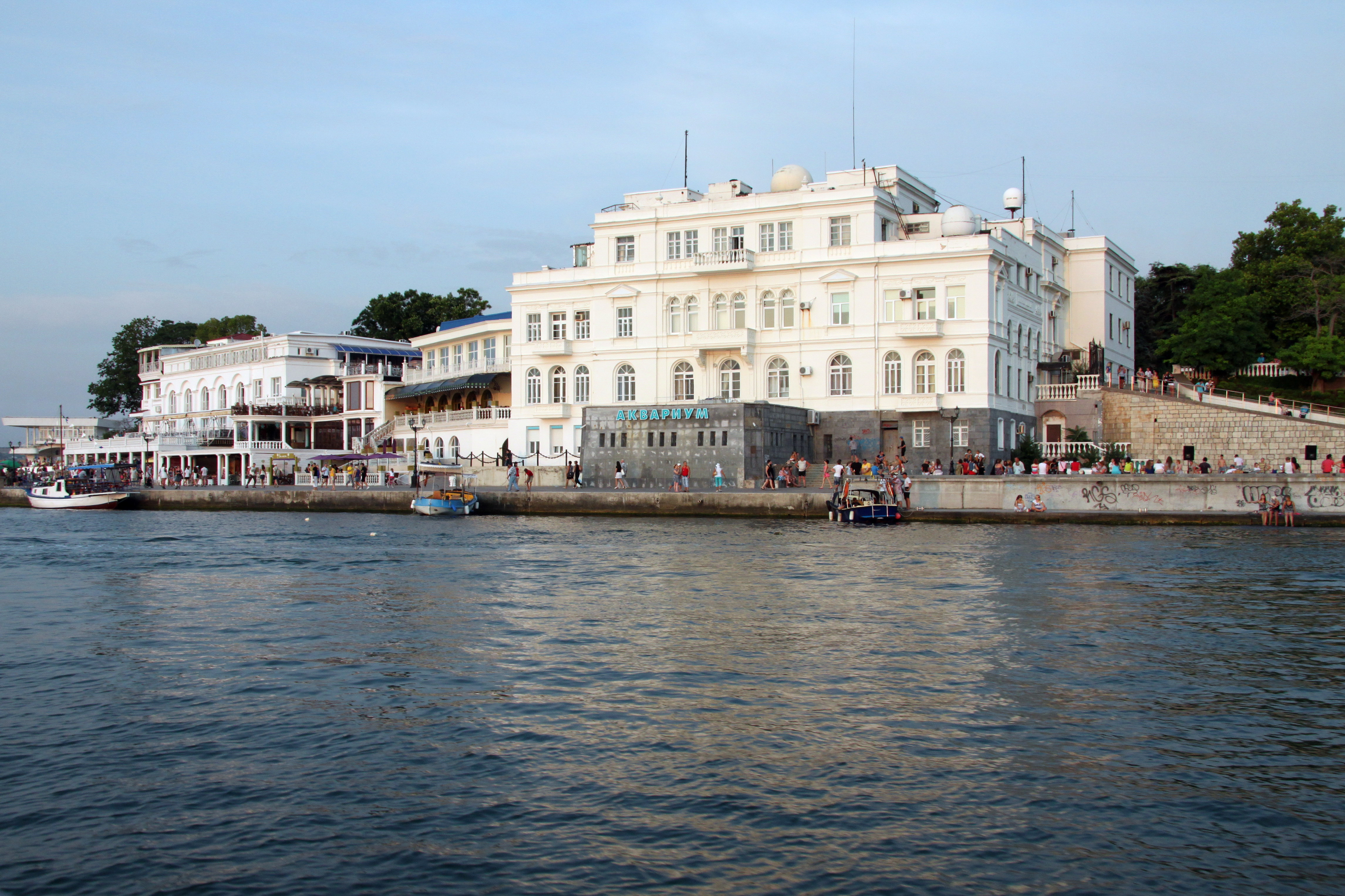
Севастопольская биологическая станция
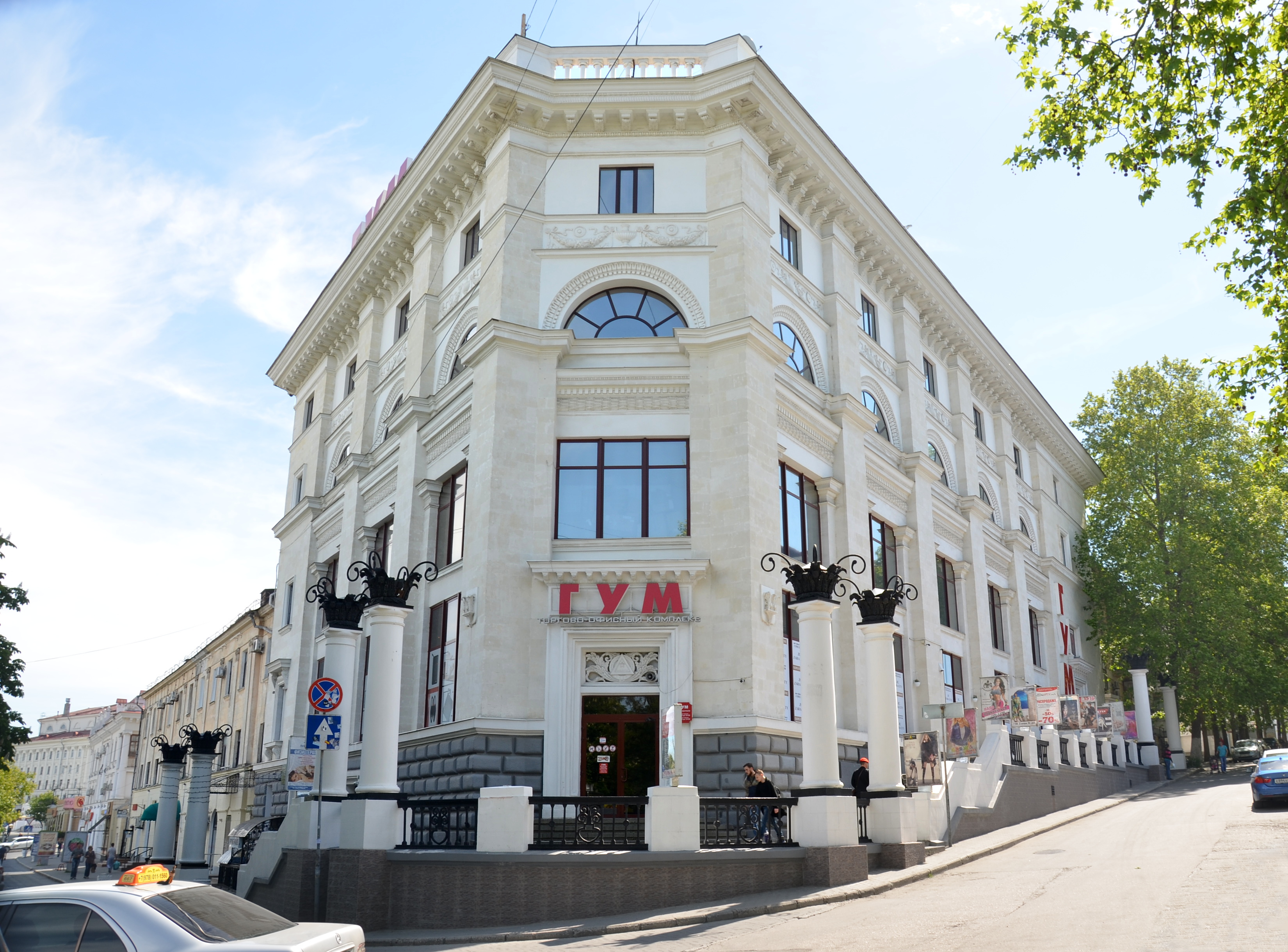
Дом Анненкова
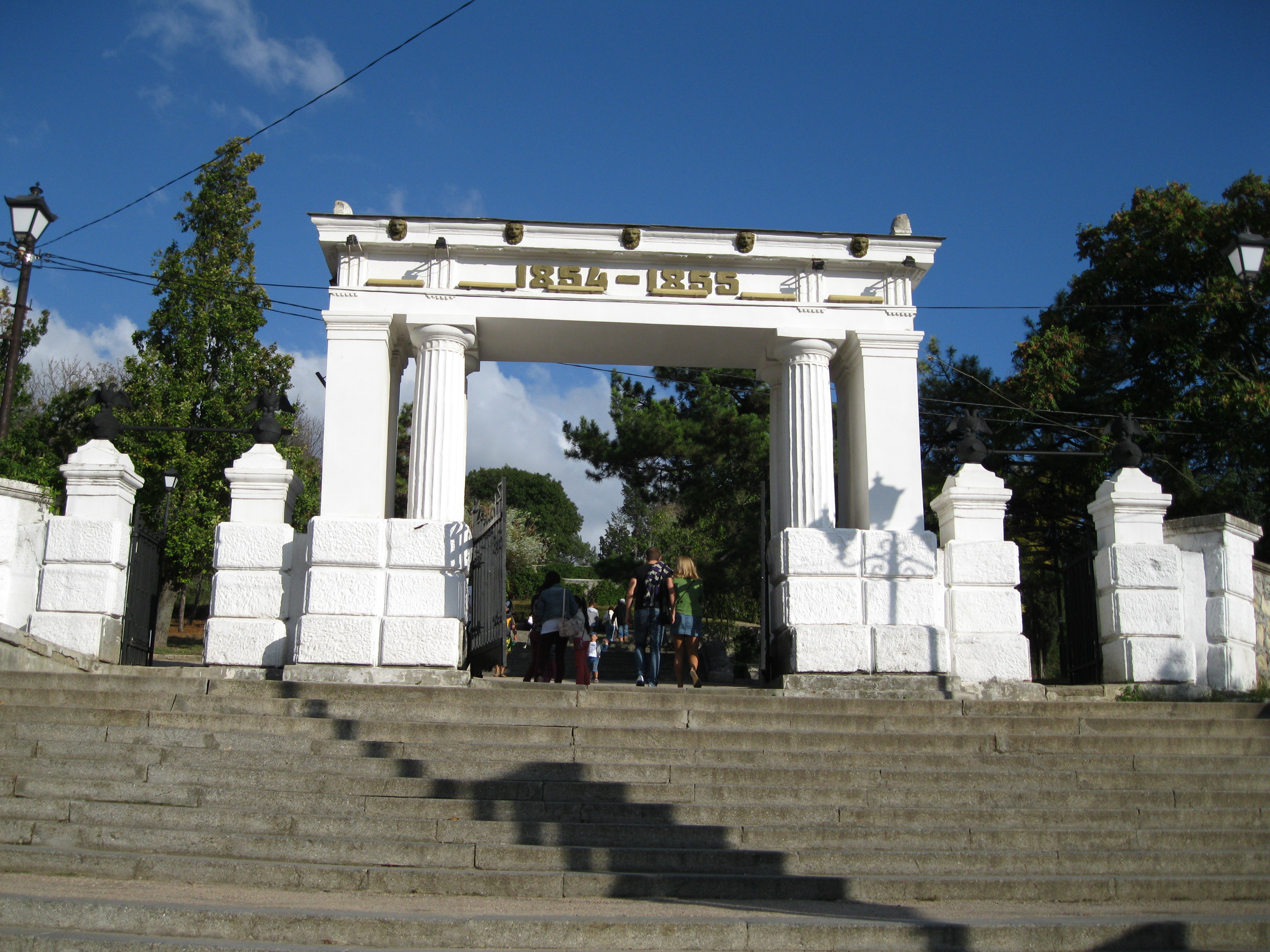
Ворота-пропилеи главного входа на территорию Малахова кургана
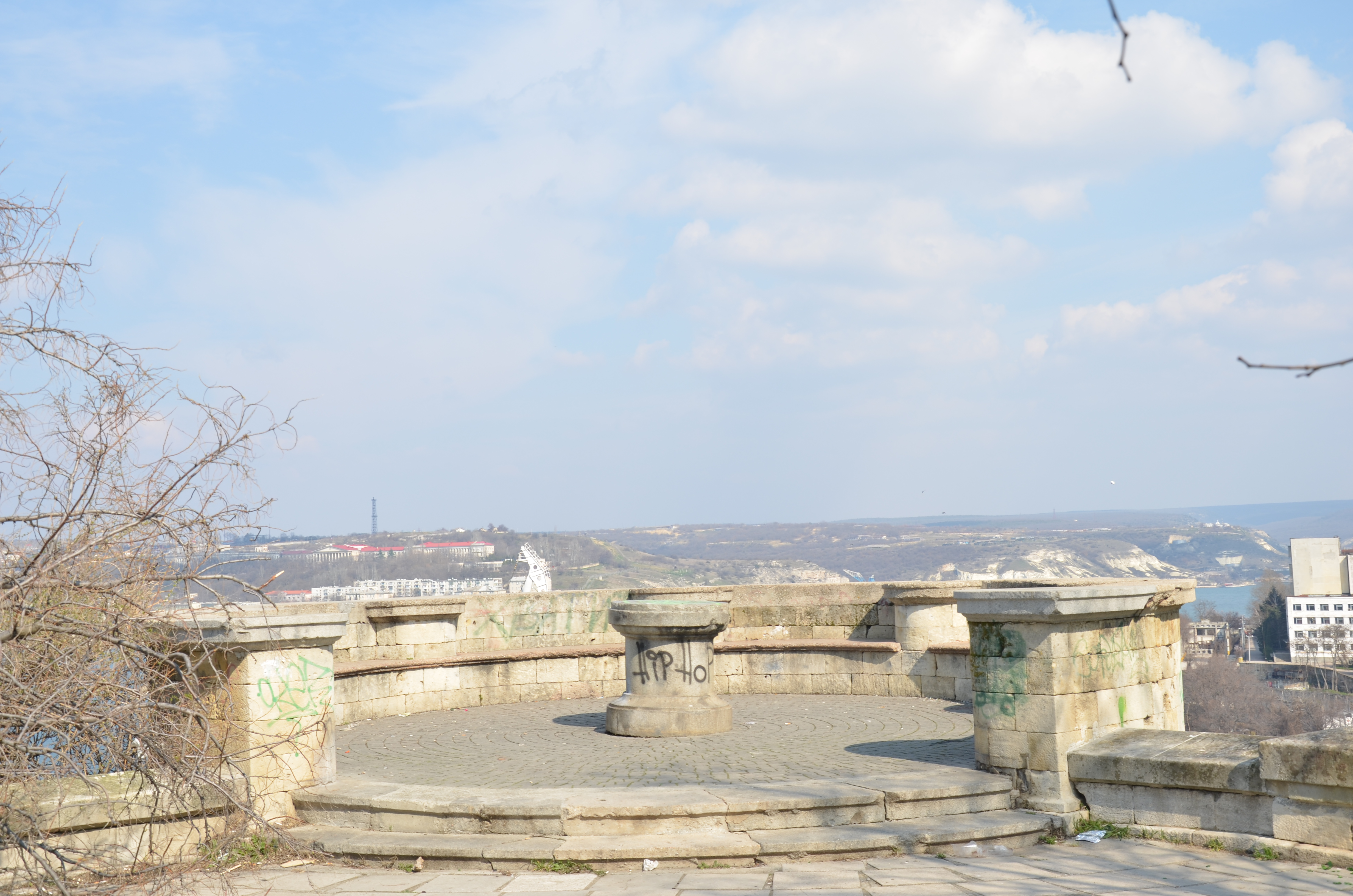
Ротонда на территории первого бастиона
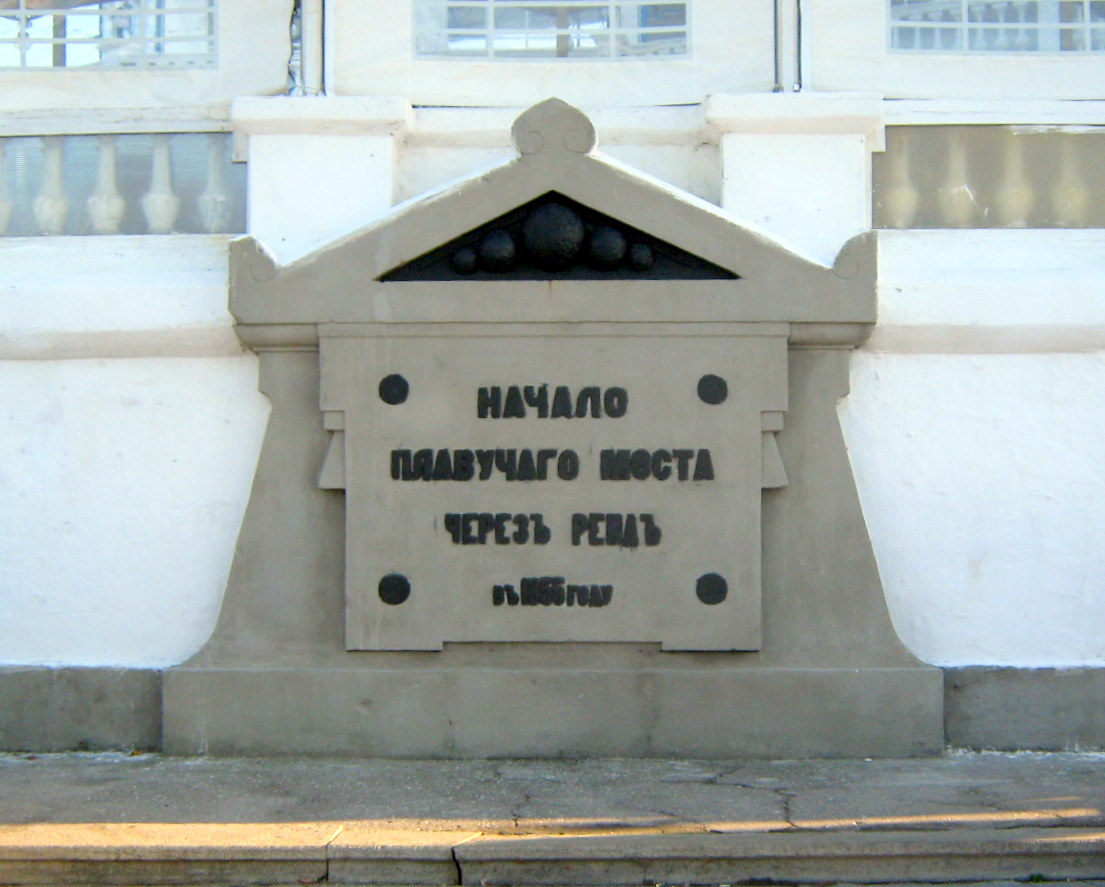
Памятное место начала плавучего моста через Севастопольскую бухту
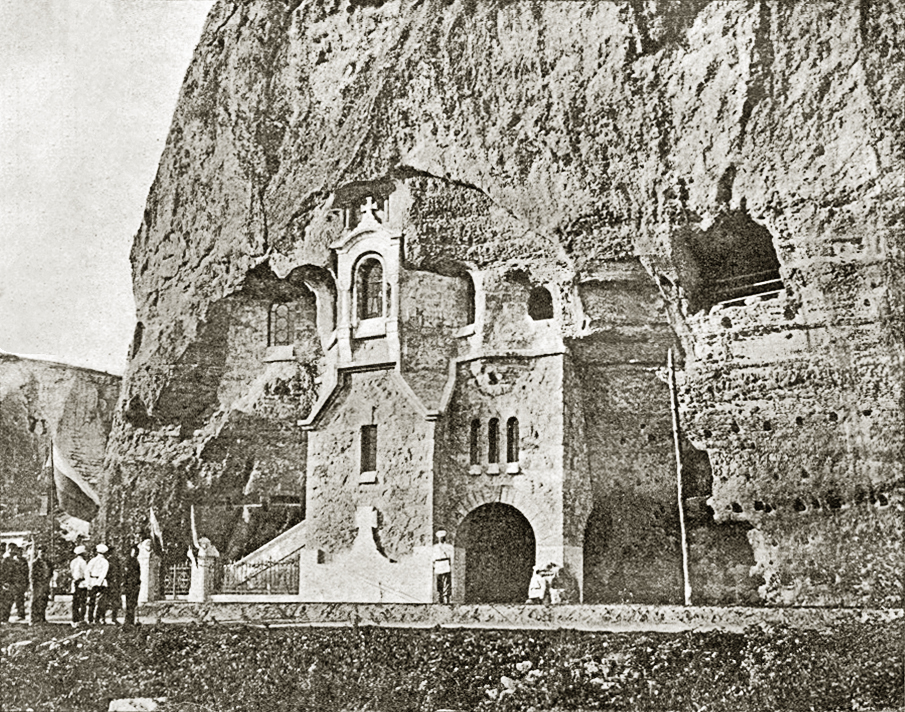
Реставрация средневековой пещерной церкви иконы Божией Матери Всех Скорбящих Радость
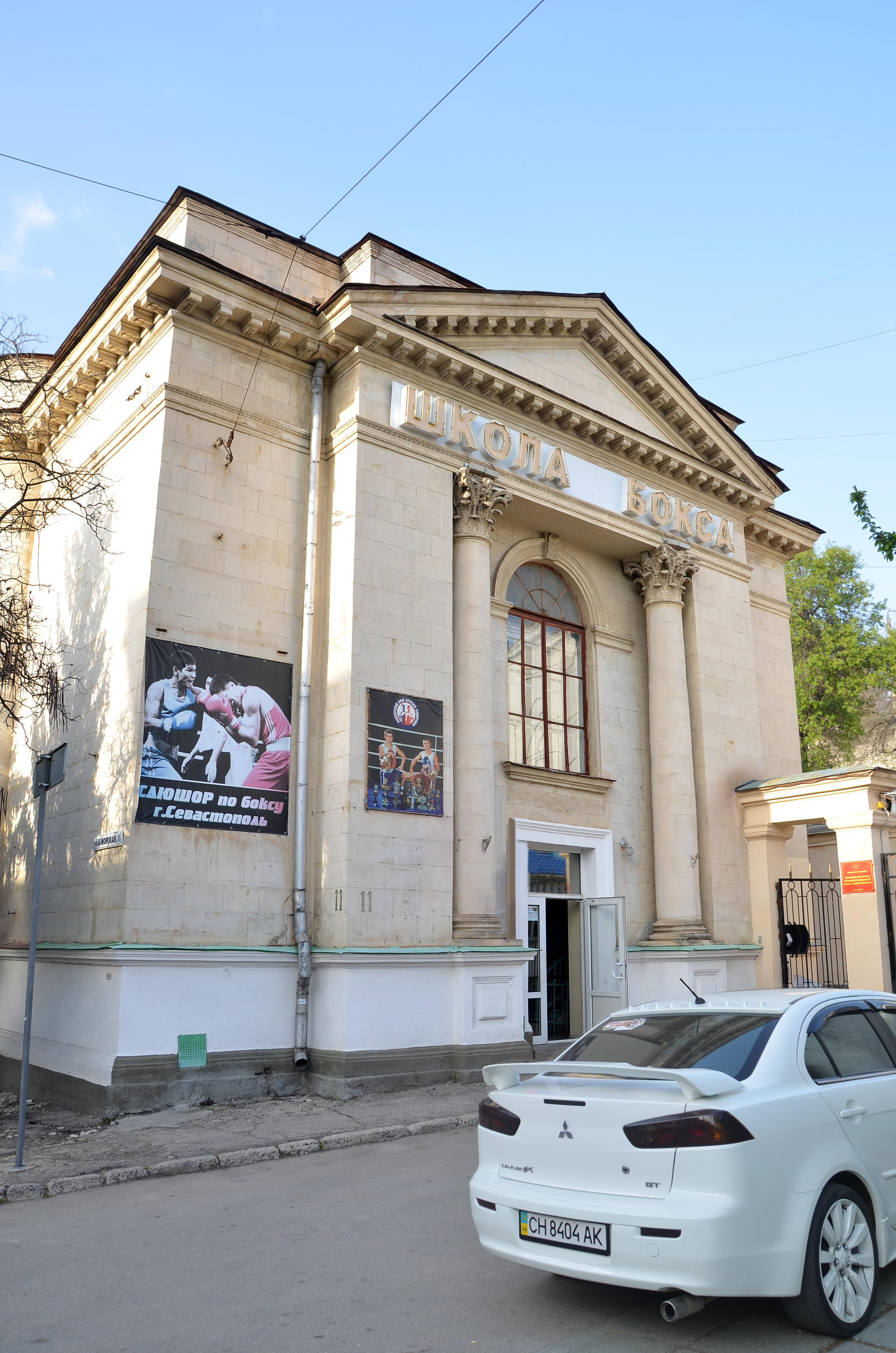
Кенасса в Севастополе
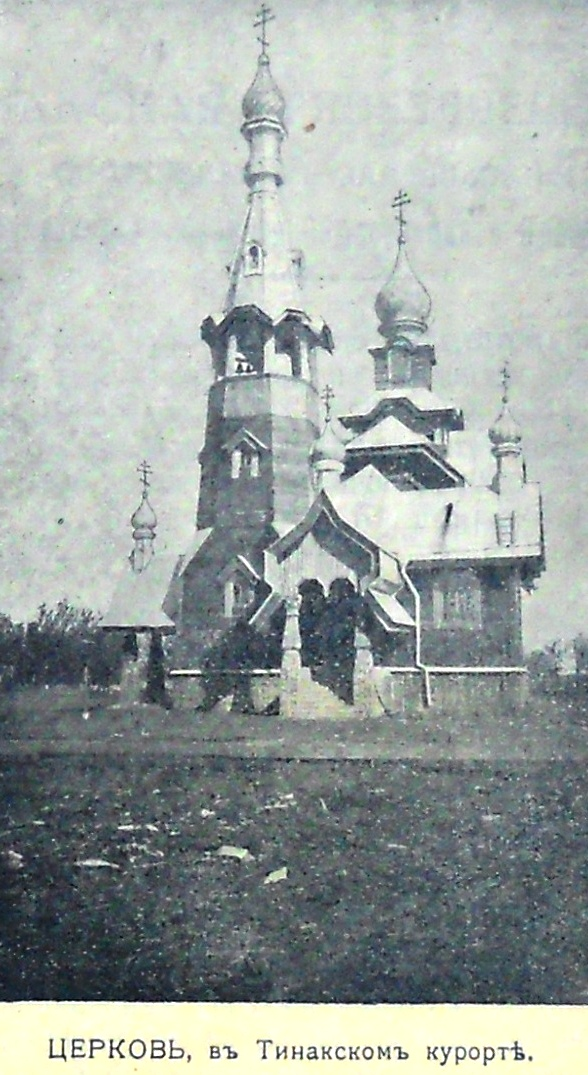
Церковь Св. Великомученика и Целителя Пантелеимона в Тинаках
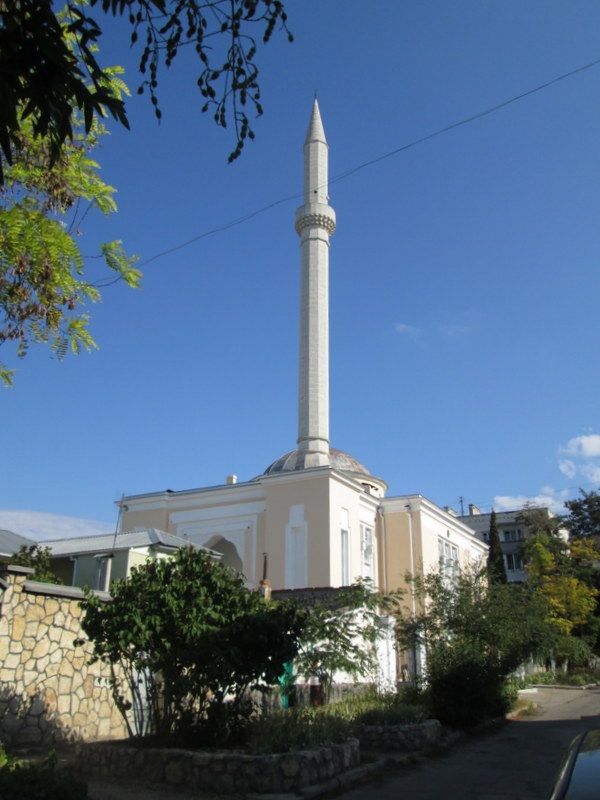
Севастопольская мечеть
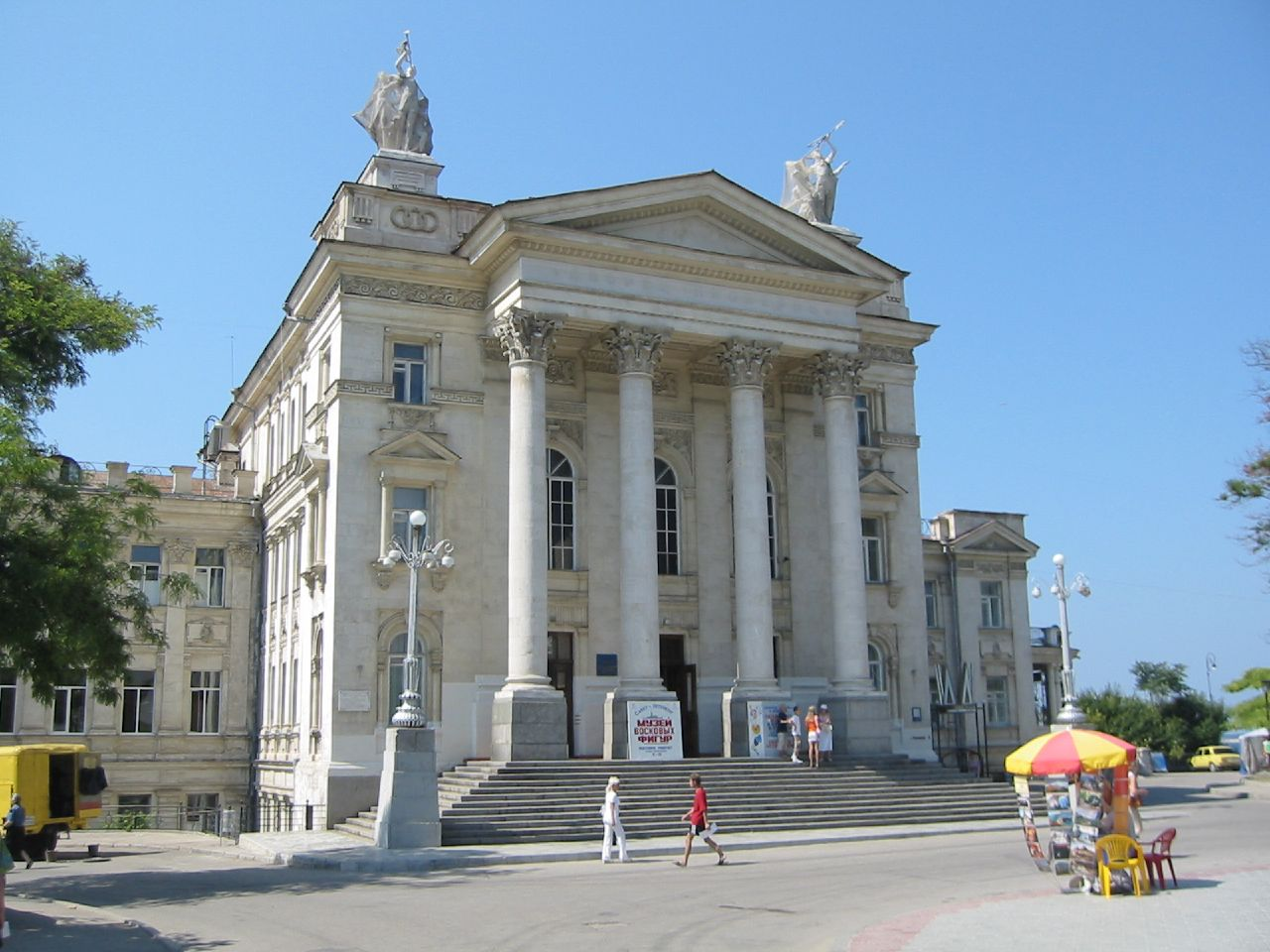
Институт физических методов лечения